# Молдавский флуер
Молдавский флу́ер (рум. fluier moldovenesc, также рум. fluier fără dop, буквально «флуер без заглушки») — традиционный пастушеский духовой инструмент, разновидность полупоперечной открытой флейты. Распространён на севере исторического региона Молдова, а также частично на севере Трансильвании.
Инструмент представляет собой цилиндрическую трубку с открытыми концами, без свисткового устройства, с полупоперечным (косым) амбушюром. Изготавливается преимущественно из дерева, иногда из металла, и имеет шесть игровых отверстий. Различают малые (25—35 см), средние (35—45 см) и большие (свыше 50 см, обычно 80—90 см) флуеры; наиболее популярны малые и большие модели. В отличие от более распространённых свистковых флуеров, молдавский флуер требует от исполнителя самостоятельного формирования воздушной струи губами, направляемой на край отверстия — что позволяет добиваться богатого тембрового спектра, тонкой динамики и выразительности. Звук молдавского флуера обычно более мягкий, тёплый и насыщенный обертонами, тогда как свистковые флуеры дают яркий, устойчивый, но менее гибкий звук. Традиционное исполнение часто сопровождается гортанным фоновым звуком (рум. ison gutural; ison gâjâit; gemut) — архаическим способом звукоизвлечения, создающим характерный глубокий резонирующий эффект.
Флуер играл важную роль в традиционном пастушеском обществе — не только как музыкальный инструмент, но и как средство ритуальной и межличностной коммуникации. Его звучание сопровождало обряды, связанные с охраной стада, инициацией, ухаживанием, а также использовалось как сигнальное средство и сопровождение для танцев, праздников и похорон. Мелодии, исполнявшиеся на флуере, охватывали весь спектр функций — от магико-обрядовых до развлекательных — и отражали основные сферы жизни сельской общины.

## Исследования, транскрипции и звукозаписи
Первые транскрипции традиционных буковинских мелодий на флуере, собранные в зоне распространения молдавского флуера, выполнил фольклорист Александру Воевидка в 1907—1909 годах.
В 1913 году в Марамуреше (северная Трансильвания) Бела Барток описал открытые флуеры с зарезом и шестью игровыми отверстиями. Он различал два типа этих инструментов: тришку (короткий флуер длиной 30—40 см, рум. trişcă) и флуер лунг (в два и более раза длиннее, рум. fluier lung, буквально «длинный флуер»). Среди зафиксированных им мелодий — песня о «потерянных овцах», рум. hora lungă (региональный термин для дойны), а также танцевальные мелодии. Барток выполнил записи и нотные транскрипции мелодий.
Этномузыколог Константин Брэилою зафиксировал использование флуеров без свисткового устройства в ходе полевых исследований 1930-х годов в румынской Буковине.
Ведущий румынский органолог традиционных инструментов Тиберий Александру посвятил молдавскому флуеру раздел в классической монографии «Музыкальные инструменты румынского народа» (1956).
Монография молдавского исследователя Василе Ки́селицы «Инструментальная музыка северной Буковины. Репертуар для флуера» (2002) основана на материалах этнографических экспедиций 1982—1990 годов. В ней подробно рассматриваются органологические, жанровые, мелодические и другие аспекты флуерной традиции румынского населения северной Буковины (ныне Черновицкая область Украины). Издание содержит большое количество нотных транскрипций.
В 2010 году музыколог Констанца Кристеску опубликовала каталог традиционных музыкальных записей, сделанных во второй половине XX века в румынской Буковине. В нём представлены образцы исполнения на больших и малых открытых флуерах.
Монография «Архаический музыкальный стиль региона Рэдэуць» (2013), подготовленная исследователями Флорином Буческу и Виорелом Бырляну из Ясс, содержит описание и транскрипции архаического слоя музыкальной традиции Буковины, включая мелодии, исполнявшиеся на молдавском флуере. Авторы обозначают этот стиль термином bătrâneasca (с рум. — «старинный»). К изданию прилагается аудиодиск с полевыми  записями, сделанными авторами в 1960—1970-х годах.
В 2018 году этномузыколог Овидиу Папанэ опубликовал исследование «Полупоперечные флуеры из Молдовы» (2018), посвящённую органологическим особенностям тилинки и молдавского флуера.

## Типология и конструкция флуеров
Флуер — автохтонный румынский духовой инструмент, представленный в 17 разновидностях, различающихся по конструкции: одиночные и сдвоенные, продольные, поперечные и полупоперечные, открытые или со свистковым устройством, с различным числом игровых отверстий или вовсе без них. Предположительно, название происходит от латинского глагола лат. flare, дуть.
Как и народные песни, традиционные музыкальные инструменты различаются от одного региона страны к другому, их развитие происходило в специфических историко-культурных условиях. Так, флуер со свистковым устройством и шестью игровыми отверстиями распространён на юге Румынии — в Олтении, Мунтении, Добрудже и южной Молдове. Его удлинённая разновидность с пятью отверстиями в Олтении называется кавалом (олтенский или румынский кавал). В небольшой части Олтении встречаются также народные поперечные флейты.
В Добрудже распространён открытый флуер с шестью игровыми отверстиями на лицевой стороне и дополнительным отверстием на тыльной. Также используется более крупный болгарский кавал — открытая полупоперечная флейта, состоящая из трёх секций и имеющая семь игровых отверстий на передней стороне, одно дополнительное отверстие на тыльной стороне и четыре резонаторных отверстия в нижней части инструмента.
В северных регионах Румынии — особенно на севере исторического региона Молдова, в Буковине (включая её украинскую часть) — распространены открытые флуеры без свисткового устройства. К ним относится тилинка — простейшая полупоперечная флейта без игровых отверстий, длиной около 80 см, — а также полупоперечные флуеры с шестью игровыми отверстиями. Тибериу Александру классифицировал такие флуеры как «молдавские».
Флуер без свисткового устройства считается более архаической формой по сравнению с флуером со свистком. Некоторые исследователи рассматривают молдавский флуер как переходную форму между тилинкой и более распространёнными флуерами со свистковым устройством.

## Молдавский флуер: ареал и локальные названия
Флуер без свисткового устройства и с шестью игровыми отверстиями является характерным для северной части исторической Молдовы. Он распространён в жудецах Сучава, Бакэу, Яссы, среди румынского населения украинской Буковины, а также на прилегающих к румынской Буковине территориях Трансильвании — в районах Нэсэуд, Бистрица, Топлица, куда проник из области Ватра Дорней.

На севере и северо-западе румынской Буковины малый флуер называют флуера́ш (рум. fluieraş), а большой инструмент — флуер маре (рум. fluier mare). 

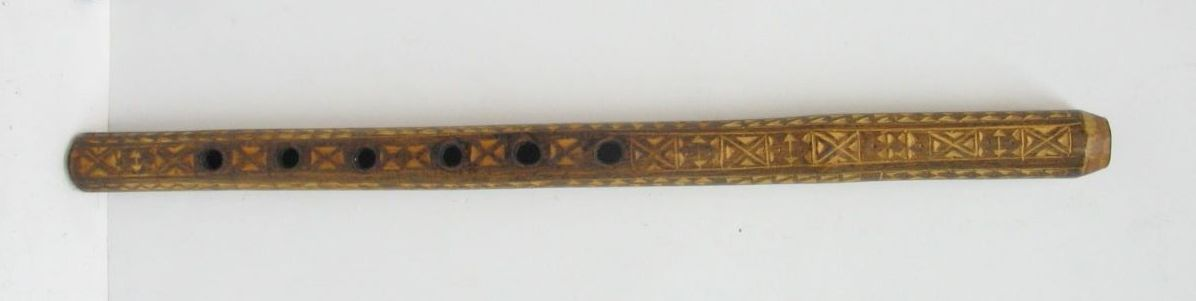
Малый флуер, мастер Михай Лэкэтуш (1924, бузина, 31,5 см)

Название флуераш также употребляется в значении исполнителя на флуере.
В центральной Молдове малый инструмент может называться тришкой, а большой — кава́лом, по аналогии с олтенским кавалом.
В области распространения молдавского флуера известен также флуер со свистковым устройством, который в северных районах тоже называют тришкой. 
Александру указывал, что существование двух и более названий для одного и того же инструмента, а также одного и того же термина, обозначающего разные инструменты — обычное явление в мире румынских народных инструментов. 
Киселица на примере северной Буковины (Украина) также отмечал, что народная терминология, относящаяся к флуерам, не является единообразной. Хотя преобладает общий термин «флуер», существуют специальные выражения, отражающие различные морфологические особенности. Молдавские флуеры увеличенной длины (50—80 см и более) называются «большими флуерами» или «длинными флуерами». Для инструментов длиной 25—35 см без свистка употребляется термин «малый флуер», а для инструментов со свистковым устройством — «флуераш». Термин «кавал» в северобуковинской традиции не встречается. Сдвоенный флуер в некоторых местах называется «тришкой» и представляет собой два деревянных трубчатых корпуса: один — с шестью игровыми отверстиями, второй — без них.
Сходные открытые народные флейты с шестью игровыми отверстиями встречаются в карпатском регионе у гуцулов: фрилка (длиной 30—40 см) и флояра (около 60 см). Эти параллели отражают общую структуру карпатской пастушеской культуры, сформировавшуюся в ходе межэтнических контактов, в том числе в связи с миграцией румынского (валашского) населения в XIII—XIV веках. В средневековых хрониках отмечается распространение пастушеских поселений, организованных по «валашскому праву» (лат. jus valachicum), среди славянских народов Центральной Европы — в Галиции, Словакии, польском Подгале, Моравской Валахии. Название пастушьей флейты — флуер — получило широкое распространение в различных формах и у других народов Карпат: фурулия (венг. furulya), фуяра (у словаков), фуярка (регион Подгале Польши).

## Конструкция

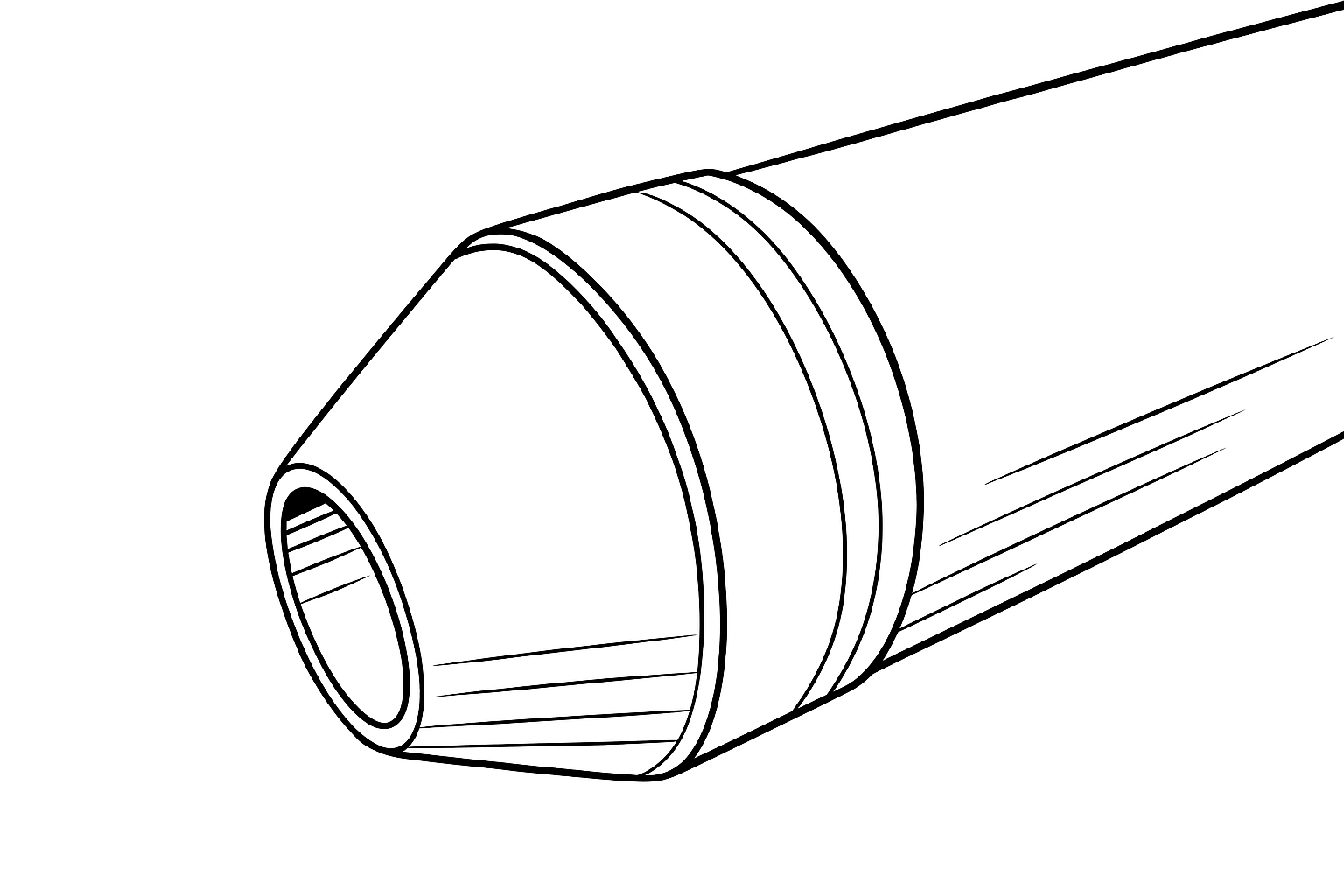
Амбушюр молдавского флуера

Молдавские флуеры представляют собой полупоперечные флейты без свисткового устройства — трубки, открытые с обоих концов. Конец, в который дуют, сужается конически (рум. e rostit; are rost), что облегчает звукоизвлечение. Деревянные флуеры имеют слегка коническую форму, металлические — цилиндрическую.
По размеру различают малые (25—35 см), средние (35—45 см) и большие флуеры (50—80 см и больше). Известен экземпляр длиной 105 см, принадлежавший высокому чабану.
Инструмент имеет шесть игровых отверстий на лицевой стороне, прорезанных по прямой линии. На больших флуерах они сгруппированы по три, на малых — расположены равномерно. Отверстия чаще имеют эллиптическую форму (ориентированы вдоль оси), реже — круглую. Расстояние от нижнего конца трубки до первого отверстия заметно превышает интервалы между остальными, а шестое отверстие располагается примерно посередине трубки.
Размеры и пропорции варьируют от экземпляра к экземпляру, что связано с различиями в методах измерения, применяемых народными мастерами.
Для изготовления деревянных флуеров используются местные твёрдые породы: для длинных — клён, орешник, реже ясень, а для малых и средних — слива, вишня, бузина. С XX века стали изготавливаться и металлические флуеры — из латуни, меди или алюминия. Деревянные флуеры звучат мягче, теплее и лучше держат строй при температурных перепадах, но более хрупки. Металлические — громче, с более резким тембром.

## Традиционная технология изготовления
Все типы молдавских флуеров изготавливаются либо самими исполнителями, либо деревенскими ремесленниками. Многие музыканты предпочитают изготавливать инструменты самостоятельно, подбирая их по длине руки и добиваясь желаемого звучания. Конструкция инструмента относительно проста, а методы измерения — эмпирические (используются пальцы, верёвка, щепки и т. п.). Поэтому строй флуеров, как правило, нетемперированный и варьируется от экземпляра к экземпляру. Лишь немногие мастера добиваются стандартизации в соответствии с камертоном.
Исполнитель и народный мастер Михай Лэкэту́ш из города Кымпулунг Молдовенеск (Буковина) подробно описал традиционный процесс изготовления молдавских флуеров. Он начинается с выбора свежей древесины: клёна, вишни, орешника, бука, вяза, рябины, груши, черешни или бузины. Заготовку делают зимой. Свежую ветку плотно обматывают шнуром и сверлят сквозное отверстие. После этого шнур снимают, кору очищают, древесину обрабатывают минеральным маслом, а затем коптят в дымоходе в течение 5—6 дней. При желании перед копчением ветку можно снова обмотать шнуром — тогда дым оставит декоративный узор. После этого дерево может храниться годами, оставаясь пригодным для изготовления инструмента.
Перед окончательной обработкой заготовку обрезают и шлифуют. Конец, в который дуют, всегда выбирается с толстой стороны, где годовые кольца дерева налегают друг на друга, как черепица. Это облегчает стекание влаги.
Отверстия намечают по прямой линии, пользуясь мерной рейкой (рум. pasnic), а затем сверлят, предварительно проколов дерево острым гвоздём. Отверстия зачищают раскалённым железом. Необходимо учитывать, что при высыхании древесина усаживается: например, отверстие, просверленное сверлом 12 мм, может уменьшиться до 11 мм.

## Акустика и строй
Молдавский флуер звучит при направлении воздушной струи на заострённый край трубки; губы при этом складываются в лёгкую трубочку. Высота звука 

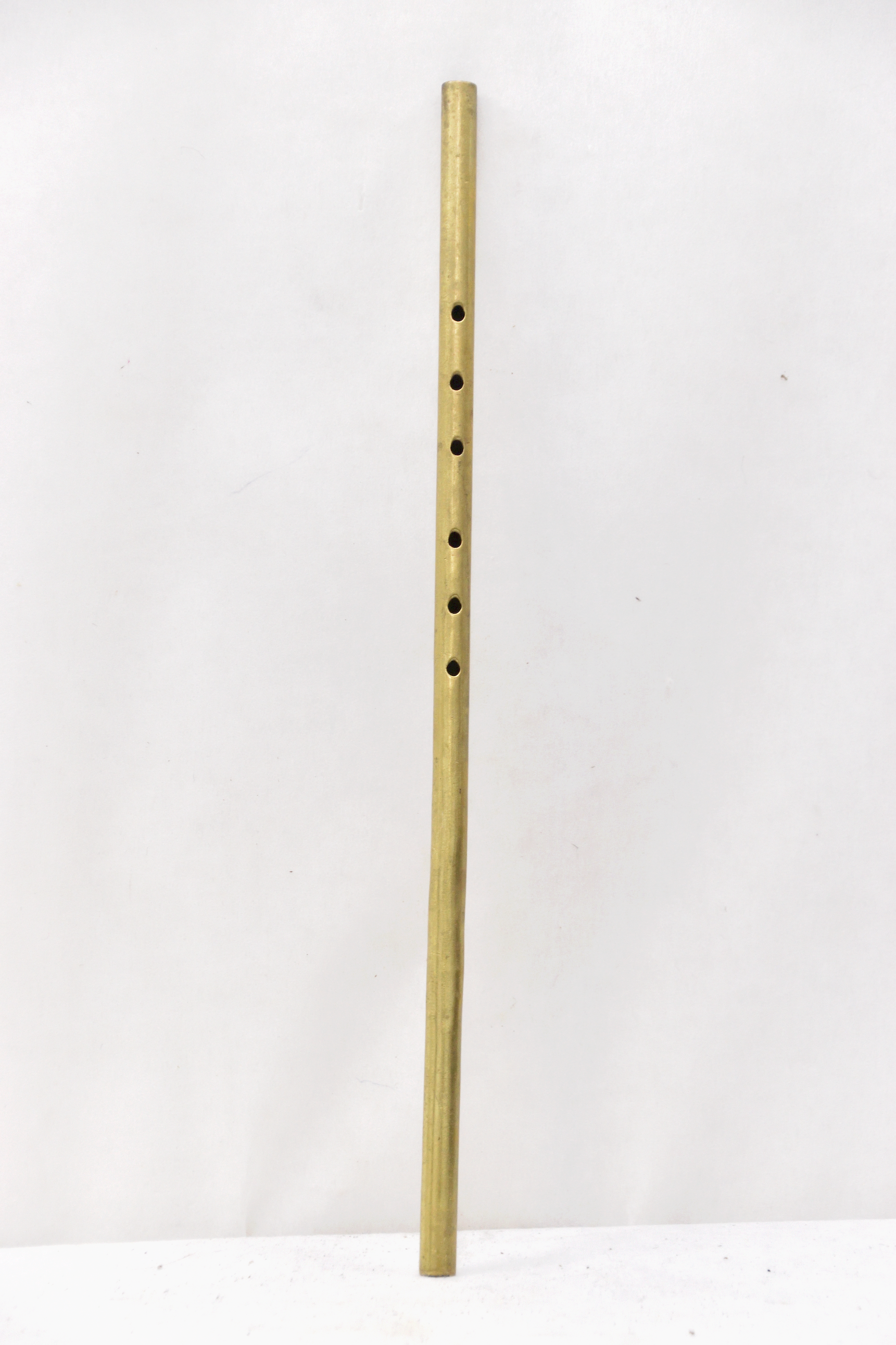
Флуер маре, медь (Сучава, Буковина, первая четверть XX века)

изменяется за счёт открытия и закрытия игровых отверстий, что влияет на длину звучащей воздушной колонны. При закрытии всех отверстий звучит основной тон. Последовательное открытие отверстий формирует диатонический звукоряд. При усилении воздушного потока возможен переход во вторую и частично третью октавы.
Дополнительные звуки извлекаются с помощью техники полуоткрытия отверстий, а также при помощи альтернативной аппликатуры типа «вилка» (нестандартные комбинации частично открытых и закрытых отверстий). Высота звука также может варьироваться за счёт изменения наклона инструмента и угла вдувания.
Диапазон охватывает примерно две октавы. Народные исполнители обычно говорят о двух регистрах, называя игру в низком регистре — рум. pe gros, а в высоком — рум. pe subțire. Александру различает три регистра: первый включает первую квинту первой октавы и характеризуется слабым, свистящим и слегка хриплым звуком, первые две-три ноты в нём очень тихие и с трудом интонируются; второй охватывает остальную часть первой октавы и всю вторую октаву, его звук становится всё более ярким и проникающим; третий состоит из нескольких звуков третьей октавы (примерно кварту), которые звучат пронзительно и с повышением высоты всё труднее извлекаются. Из-за сложности исполнения слишком низких и слишком высоких звуков, а также из-за их неточного или резкого тембра, музыканты редко используют их.
Строй диатонический, но может варьироваться в зависимости от мастера и региона. Высота звуков и интервальные отношения нестабильны, поскольку инструменты изготавливаются вручную, без точных измерительных приборов. Длинная трубка придаёт звучанию мягкость и лёгкую «дыхательность», особенно заметную у деревянных флуеров.
В 1950—1951 гг. Михай Лэкэтуш сконструировал набор из трёх молдавских флуеров, предназначенных для одновременной игры тремя исполнителями, с получением трёхголосного звучания. В него входили:
- большой флуер (длина 54,3 см, внутренний диаметр 1,5 см) с диатоническим мажорным строем от ре¹ и слегка повышенной терцией;
- средний флуер (31,5 см, 1,3 см) с диатоническим мажорным строем от ля¹ и слегка пониженной терцией;
- малый флуер (27 см, 1 см) с темперированным строем от ре².

Опытным путём он добился согласования строя трёх инструментов в соответствии с акустическим принципом, при котором соотношения их основных тонов приближены к гармоническим интервалам квинты и октавы — подобно тому, как это делалось у флуеров, изготовляемых для игры в профессиональных ансамблях.

## Техника игры
Звук на флуере извлекается с помощью губ, сложенных в трубочку. Инструмент удерживается под углом (полупоперечно), воздух направляется на заострённый край трубки. Звук формируется без свисткового устройства, путём расщепления воздушной струи — своего рода «импровизированным свистком».
Характерной чертой традиционного исполнения является гортанный звук, создаваемый голосовыми связками. Он придаёт мелодии выразительность и особенно часто используется в дойнах и погребальных песнях. О музыканте, играющим в такой манере, говорят, что он «играет по‑пастушескии». Констанца Кристеску отмечала негативную реакцию профессиональных музыкантов — вплоть до смеха в зале —  на выступления народных исполнителей, использующих подобную архаическую манеру игры. 
Изменение наклона трубки и угла вдувания позволяет варьировать высоту тона до полутона, что даёт возможность извлекать четвертитоны и гибко настраивать интонацию. Полуоткрытие отверстий используется для получения промежуточных звуков. 
Несмотря на наличие шести отверстий, на практике часто применяются только три верхних, тогда как остальные используются преимущественно в каденциях. При игре на малом флуере звукоизвлечение сопровождается лёгким свистом, формирующим характерный тембр, а большие флуеры благодаря особенному расположению отверстий позволяют исполнять два модальных лада — лидийский и миксолидийский.
Хотя флуеры со свистковым устройством легче в освоении, в северной Молдове традиционно отдают предпочтение молдавским флуерам. Они обладают мощным звучанием и широкой выразительностью, а также предоставляют исполнителю больше возможностей варьировать высоту тона и тембр.

## Обучение
Овладение игрой на флуере, воспитание вкуса к музыке флуера и усвоение соответствующего репертуара традиционно передаются от отца к сыну, преимущественно в семьях пастухов. Игра на флуере, как и само пастушество, считается исключительно мужским занятием, за редкими исключениями.
Процесс освоения различных типов флуеров распределяется по возрастным категориям и зависит от особенностей звукоизвлечения. Флуер со свистковым устройством требует меньших усилий, поэтому подходит для начинающих — детей в возрасте от 5 до 8 лет. В крестьянской среде такой флуер считается детской игрушкой, с которой дети забавляются («свистят в флуер»). 
Малым и средним флуерам без свисткового устройства обучаются подростки 10—14 лет: звукоизвлечение на этих инструментах требует применения особого амбушюра и значительных физических усилий. 
Овладение большим флуером начинается лишь в более старшем возрасте — с 16—18 лет, одновременно с завершением мутации голоса и его стабилизацией. Именно тогда становится возможным извлечение характерного для традиционного исполнения гортанного звука.

## Музыкальные функции и жанровый состав
Флуер занимает особое место в народной культуре, а музыканты-флуера́ши традиционно пользуются уважением в общине. Это отношение связано с сакральными представлениями о происхождении инструмента. Народная пословица говорит: «Бог создал флуер и овцу, а дьявол — чимпой и козу» (рум. Dumnezeu a făcut fluierul şi oaia, în timp ce diavolul a făcut cimpoiul şi capra). Считается, что звук флуера наделён магическими свойствами и «благословлён Богом», поэтому на него не распространяются религиозные запреты: играть на флуере можно даже в пост. Музыка флуера считается более «естественной» и противопоставляется другим видам, особенно лэутарской.
Жанры музыки флуера охватывают все важнейшие сферы жизни общины. Выделяются пять основных разделов репертуара: пастушеская музыка, музыка общения, ритуальная музыка, танцевальная музыка, музыка для слушания (рум. de ascultare).
Пастушеская музыка включает два главных жанра: дорожные наигрыши-сигналы (рум. cântări de drum) и пастбищные мелодии (рум. cântări de plai, буквально — наигрыши пла́я ). Оба жанра тесно связаны с функциями управления стадом и с пастушескими верованиями.
Cântări de drum — сигнальные мелодии, исполняемые пастухами в пути для ориентации и управления стадом. Такие наигрыши направляют овец к пастбищу, способствуя их удержанию в стаде, особенно в тёмное время суток. Пастух, играя на флуере, идёт впереди, а стадо следует за ним. Хотя эти мелодии восходят к сигналам бучума, мелодии cântării de drum отличаются более развитой структурой и лирическим характером, в силу технических возможностей флуера. Иногда их называют дойнoй или песней овец (рум. a oilor), подчёркивая их эмоциональный и утилитарный контекст.
Cântări de plai — наигрыши, исполняемые на пастбищах (на плае), преимущественно утром, с восходом солнца. Они связаны с магическими и охранительными функциями — звуковым обращением к божеству света, символизирующему жизнь, изобилие и плодородие. Несмотря на то, что их изначальный смысл забыт, исполнители подчёркивают древность этой традиции: «так повелось от предков». Мотив солнца указывает на возможную связь с дохристианскими, в частности дакскими, культами.
Флуер занимает центральное место в пастушьей системе акустической ориентации. Наряду с другими звуковыми средствами — боталом (пастушеским колоколом с глухим звуком, рум. talanca), колокольчиком (рум. clopoțelul), бубенчиком (рум. zurgălăul), кнутом и бучумом — он обеспечивает управление стадом и его защиту.
На высокогорных пастбищах пастухи играют как для собственного удовольствия, так и исходя из убеждения, что звук флуера способствует лучшему выпасу и обильному удою. Существует также поверье, что музыка флуера обладает охранительной силой, отпугивает диких зверей и злых духов (рум. zâne).
Большие флуеры (длиной 80—90 см) традиционно использовались ба́чами (старшими пастухами, от рум. baci), которые не сопровождали стадо, а оставались на полевом стане (стыне).
На флуере также исполняется инструментальная версия музыкальной поэмы «Когда чабан потерял овец», а также дойны — рум. Doina ciobanului, Doina oilor, Doina dimineții, Jelea huțanului, Zicala, Doina de pe coastă, De jele.
Музыка общения представлена короткими мелодиями, с помощью которых молодые люди выражала чувства. Пьесы с названиями «Когда шёл к девушкам» (рум. Când mergeam la fete) и «Когда возвращался от девушек» (рум. Când veneam de la fete) исполнялись юношами на флуере как сигналы для избранных девушек. Эти мелодии имели инициационную функцию и были особенно распространены в пастушеской среде.
Ритуальная музыка делится на три основные группы:

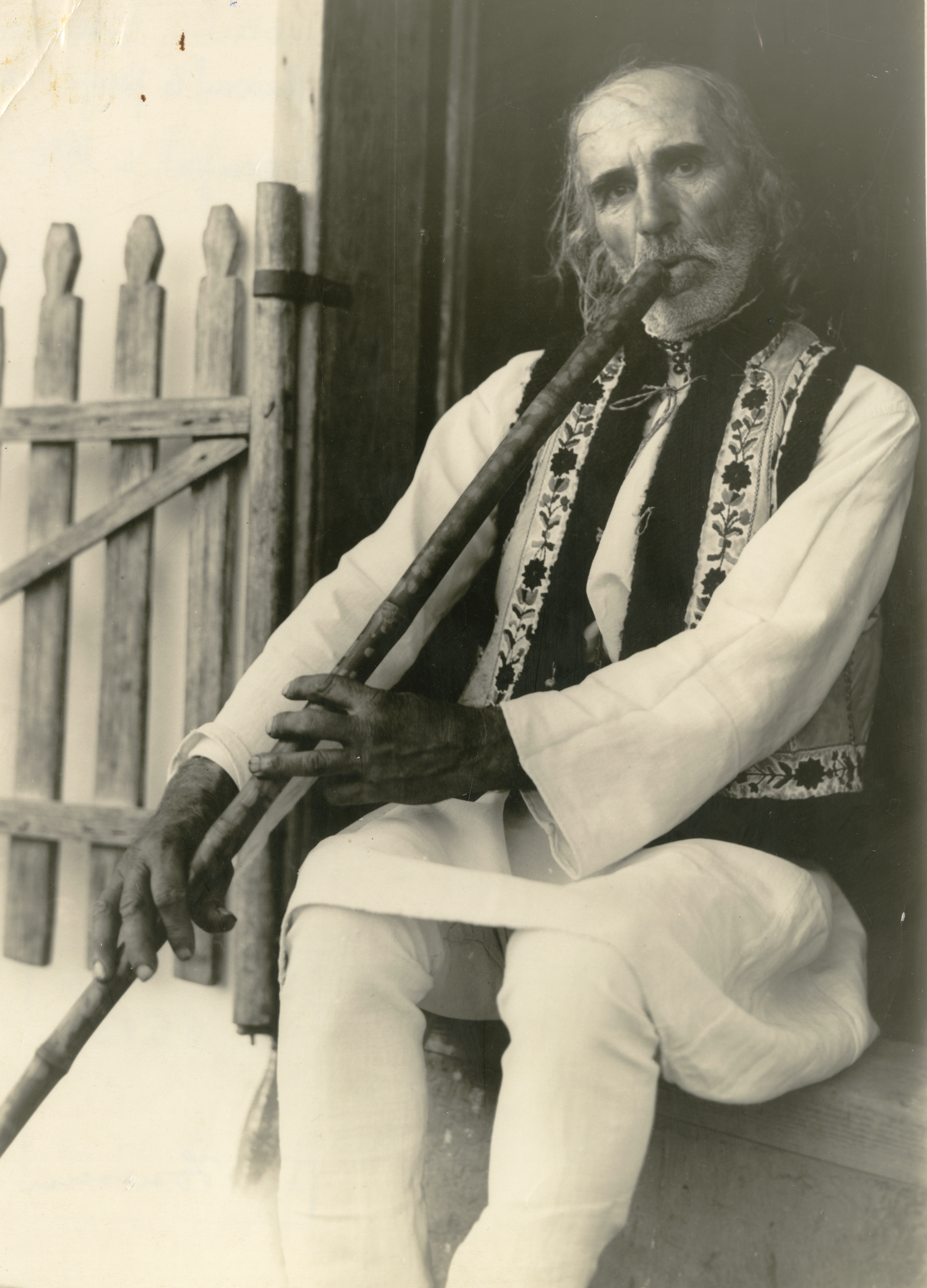
Исполнитель на большом флуере на похоронах, Хуморень, Буковина, 1932

- похоронная — инструментальные причитания и сопровождение вокальных плачей (рум. Bocet, De mort, La mort, De bocit, De jele);
- свадебная — причитание невесты, песня о приданом (рум. Cântecul miresei, La zestre, Cântecul nevestelor);
- календарная — рождественские колинды, театрализованные зимние обряды с масками, такие как Коза, Танец медведя (рум. Colinda, Capra, Jocul ursului, La urătură).

Танцевальные мелодии составляют значительную часть репертуара флуера. Танцы, распространённые в регионе: Хора (рум. Hora), Бэтута (рум. Bătuta), Корэгяска (рум. Corăghiasca), Арканул (рум. Arcanul), Бэтрыняска (рум. Bătrâneasca), Гуцулка (рум. Huțulca), Русяска (рум. Ruseasca), Козакул (рум. Cozacul), Арделянка (рум. Ardeleanca).
В отличие от других регионов, флуер в Буковине является неотъемлемой частью традиционных крестьянских тарафов, которые сопровождали деревенские танцы (рум. hora). Так, в составе тарафа Сидора Андроническу, записанного в 1930-х годах Константином Брэилою, были скрипка, флуер, кобза и контрабас.
Музыка для слушания включает:
- музыкальную поэму «Когда чабан потерял овец» (рум. Când și-a pierdut ciobanul oile);
- инструментальные баллады (рум. Doina plăieșilor lui Ștefan cel Mare, Jelea haiducului, Doina Carpaților);
- дойны, называемые в Буковине также рум. cântec de jele (рум. Doina bătrânilor, Doina de jele, Jelea huțanului);
- лирические песни (рум. Cântecul Volocii, Foaie verde de pelin, Cântec, Crești, pădure, și te-ndeasă, Bătrânească).

## Известные исполнители
Илие Казаку (рум. Ilie Cazacu или Cazac, 1903—1979) — исполнитель на флуере, участник тарафа скрипача Сидора Андроническу. В 1928 году в селе Фунду Молдовей его игру записала фольклорная экспедиция Константина Брэилою. Среди известных пьес Казаку — буковинский вариант музыкальной поэмы «Когда чабан потерял овец». Студия грамзаписи Electrecord выпустила виниловый диск с его записями.
Михай Лэкэту́ш (рум. Mihai Lăcătuș, 1906—1983) — музыкант и мастер народных духовых инструментов из города Кымпулунг Молдовенеск (Буковина). Играть на флуере начал в возрасте шести лет, когда пас домашних овец. В 1948 году создал фольклорный ансамбль, выступал также как солист. В 1981 году Лэкэтуш опубликовал книгу Şuieră iarba, cântă lemnul («Шумит трава, поёт дерево»), в которой описал свою жизнь, традиционные техники игры на народных духовых инструментах Буковины— тилинке, молдавском флуере, бучуме — а также технологии их изготовления, включая кустарные.
Силвестру Лунго́ч (рум. Silvestru Lungoci, 1939—1993) вырос в семье с сильными песенными и пастушескими традициями. С 1960 года — участник ансамбля ансамбля Ciprian Porumbescu в Сучаве. Внёс значительный вклад в возвращение большого флуера в музыкальную практику региона. Преподавал в Народной школе искусств в Сучаве, где подготовил новое поколение исполнителей на флуере. С 2014 года в его родном селе Хородник-де-Жос ежегодно проводится конкурс-фестиваль исполнителей на народных духовых инструментах имени Силвестру Лунгоча. Студия Electrecord записала с его участием несколько альбомов оркестра Ciprian Porumbescu, а также выпустила посвящённый ему диск в серии Un virtuose des flûtes Roumaines («Виртуоз румынской флейты», 1974).
Василе Унгуряну (род. 1952, Мэлинь, жудец Сучава, Буковина) — современный народный исполнитель на традиционном молдавском флуере. В 2025 году удостоен звания Живое человеческое сокровище ЮНЕСКО .

## В современной культуре
Характерное звучание большого молдавского флуера сохраняется в творчестве современных исполнителей, работающих с наследием традиционной музыки. Среди них — Флори́н Иордан (рум. Florin Iordan) и группа Trei parale, артист, выступающий под псевдонимом Чёрный дрозд (рум. Mierla Neagră), Кэли́н Хан (рум. Călin Han), а также мастер-изготовитель и исполнитель Хора́циу Няго́е (рум. Horaţiu Neagoe).